# (3491) Fridolin
(3491) Fridolin (1984 SM4) – planetoida z pasa głównego asteroid okrążająca Słońce w ciągu 4,68 lat w średniej odległości 2,79 j.a. Odkrył ją Paul Wild 30 września 1984 roku.